# Керр, Дагни
Да́гни Мише́ль Керр (англ. Dagney Michelle Kerr; 22 февраля 1972, Цинциннати, Огайо, США) — американская актриса

, сценаристка, продюсер, певица

 и танцовщица

.

## Биография
Дагни Мишель Керр родилась 22 февраля 1972 года в Цинциннати (штат Огайо, США). Дагни посещала престижную Цинциннатску Школу Искусств, а также была ученицей в балетной труппе Цинциннати. После окончания Колледжа Стивенса, она переехала в Лос-Анджелес и быстро получила признание за её комедийные таланты в качестве актрисы и сценариста.
В своей 27-й день рождения, 22 февраля 1999 года, Дагни вышла замуж за продюсера Криса Эмерсона.

## Избранная фильмография
| Год       |   | Русское название                 | Оригинальное название    | Роль                         |
| --------- | - | -------------------------------- | ------------------------ | ---------------------------- |
| 1999      | с | Баффи — истребительница вампиров | Buffy the Vampire Slayer | Кэти Ньюман                  |
| 2003      | с | Клиент всегда мёртв              | Six Feet Under           | Пэтти                        |
| 2004      | с | Паркеры                          | The Parkers              | Лилли                        |
| 2005—2006 | с | Отчаянные домохозяйки            | Desperate Housewives     | Рут Энн Хайзел               |
| 2006      | ф | Парк                             | Park                     | Эйприл                       |
| 2006      | с | Риба                             | Reba                     | Потенциальная покупательница |
| 2009      | с | Скорая помощь                    | ER                       | Хедда Лэнфорд                |
| 2011      | с | Милые обманщицы                  | Pretty Little Liars      | Нэнси                        |
| 2012      | с | Бен и Кейт                       | Ben and Kate             | Карен                        |
| 2015      | с | Касл                             | Castle                   | Сара                         |
| 2016      | с | Бывает и хуже                    | The Middle               | Глория                       |